# Rádula
La rádula es una estructura pequeña localizada en la base de la boca de los cefalópodos y de los gasterópodos, especializada en raspar el alimento. Está constituida por una cinta en la que se encuentran un número variable de hileras longitudinales de pequeños dientes de composición mayormente quitinosa, aunque es común la mineralización con carbonato de calcio, magnetita, fosfato férrico hidroso amorfo, trazas de ópalo, lepidocrocita, francolita, dahlita y goetita.

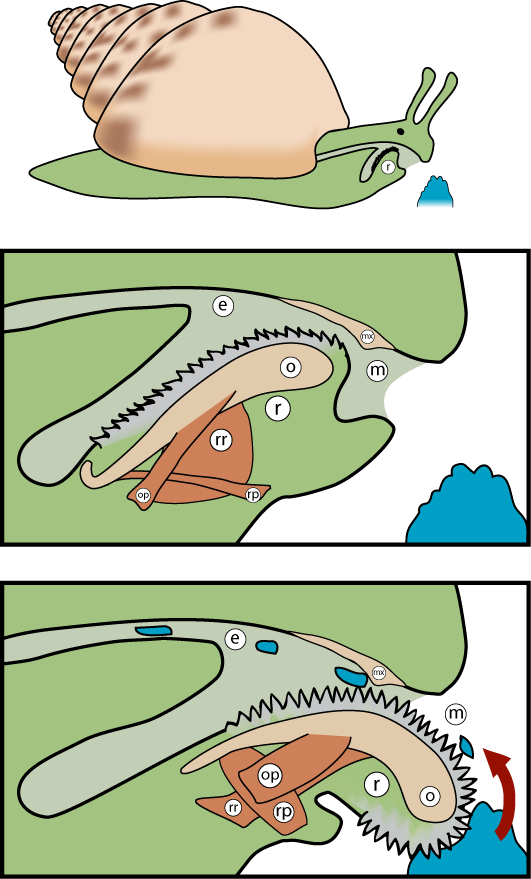
Esquema de una rádula. Referencias: e = esófago; m = boca; mx = maxila; o = odontóforo; op = músculo protractor del odontóforo; r = rádula; rp =músculo protractor de la rádula; rr = músculo retractor de la rádula.

La boca de los gasterópodos está localizada en la parte anterior y ventral de cuerpo. La boca está constituida por una cavidad en forma de saco (saco radular) en el cual se encuentra el aparato radular.

## Estructura del aparato radular
El aparato radular está formado por dos partes:
- Una base cartilaginosa (odontóforo), al cual están unidos una serie de músculos denominados protactor y extensor del odontóforo y los músculos retractor y protractor de la rádula.
- La rádula propiamente dicha, con una fila longitudinal de dientes quitinosos y recurvados.

El odontóforo se puede mover mediante partículas que presentan un pequeño movimiento vibratorio y proyectarse hacia fuera y hacia dentro mediante la acción de los músculos protactores y retractores. La rádula de igual manera, pero por acción de los músculos protactores y retractores de la rádula, hacen que se mueva sobre el odontóforo hacia el exterior. La cavidad donde se ubican los dientes de la rádula cuando está retraída (en reposo) se denomina saco radular. Cuando la punta de odontóforo con la rádula toca la superficie del alimento, los dientes de la cinta radular cortan el material, y al retraerse el odontóforo y la rádula por acción respectiva de los músculos retractores tanto del odontóforo como de la rádula, lo desplazan hacia el esófago.
De esta acción de raspado continua los dientes frontales de la cinta radular se desgastan o se pierden. Para el reemplazo de los dientes perdidos, nuevos dientes se forman continuamente en la parte posterior de la cinta radular. En la medida que se van perdiendo los dientes del frente de la cinta rádula los de la parte posterior se desplazan hacia adelante para sustituir los perdidos o desgastados.
La producción de dientes es rápida: en algunas especies se producen unas cinco hileras por día. El número de dientes presentes en una cinta radular varía con la especie de molusco y pueden llegar a unos 100 000. Una gran cantidad de dientes en una hilera se considera como una condición primitiva, aunque esto no siempre es cierto. El mayor número de dientes por hilera se ha encontrado en el género Pleurotomaria (Gastropoda: Archaeogastropoda), con más de 200 dientes por hilera (Hyman, 1967). La forma y el arreglo de los dientes es una adaptación al régimen de alimentación de la especie en cuestión.
Los dientes radulares son lubricados por una mucosidad producida por las glándulas salivares que se encuentran localizadas sobre la rádula misma. Las partículas alimenticias son fijadas y aprisionadas por este moco pegajoso, facilitando así el movimiento del alimento hacia el esófago.

Algunos gasterópodos usan su rádula para cazar a otros gasterópodos o bivalvos. Algunos poseen un único diente radular que posee forma de arpón, y que puede ser disparado en dirección a la presa. Con la acción de expulsar este diente o arpón, es también producida una neurotoxina que tiene la función de paralizar o matar a la presa.

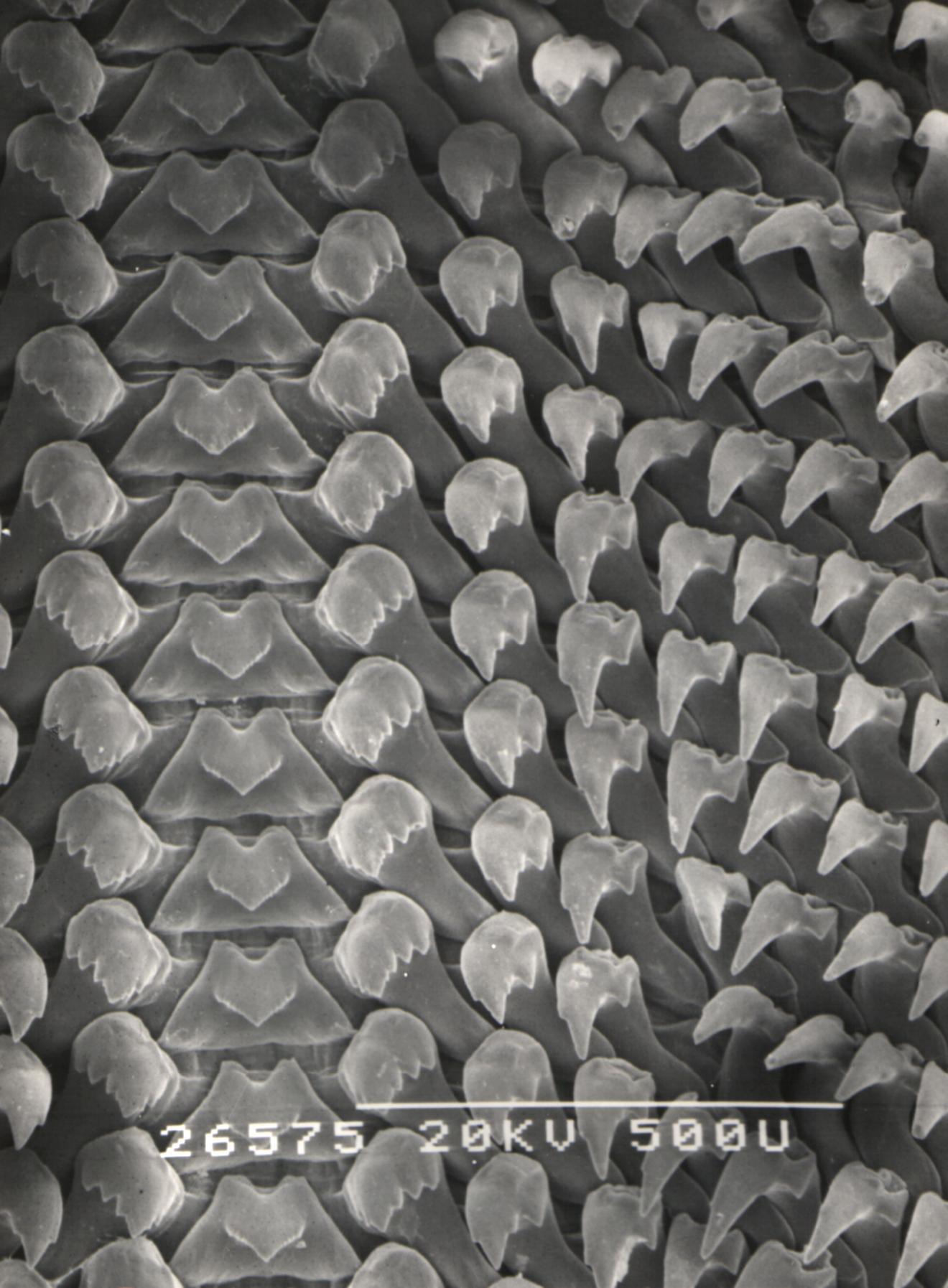
Foto microscópica electrónica de barrido (Hitachi S-500) de la rádula de Aplysia juliana Quoy y Gaimard, 1832.

## Orden espacial
El número, forma y arreglo específico de los dientes en cada hilera transversal definen una rádula y cada patrón diferente puede ser utilizado para identificar diferentes especies.
Cada hilera de dientes consiste en:
- Un diente central (raquidiano).
- A cada lado del diente central se halla uno o más dientes “laterales”.
- Finalmente más exteriores puede haber uno o más dientes de tipo marginales.

Este arreglo de los dientes puede ser expresado en una fórmula, mediante el uso de las siguientes abreviaturas:
- «R» designa al diente central o raquidiano (en caso de estar ausente se designa como «0»).
- Los dientes laterales son designados por un número específico o por la letra «D» para el caso que los dientes laterales fueran dominantes.
- Los dientes marginales son designados por un número específico; en el caso de que los dientes marginales fueran un número considerable, se designan con el símbolo de infinito «∞».

Esto puede ser la expresión de una fórmula típica 3 + D + 2 + R + 2 + D + 3
Es decir de cada lado 3 dientes laterales, un diente lateral dominante, 2 dientes laterales y un diente central.
Existen siete tipos básicos de arreglos radulares:
- Rádula docoglosa: en cada hilera existe un diente central, normalmente de dimensiones pequeñas, flanqueado por 1 a 3 dientes laterales donde el más exterior es dominante y por algunos dientes marginales no más de tres. El diente central puede estar ausente. Este el tipo de rádula más primitiva y se puede asumir que representa una condición plesiomórfica: presente en los moluscos más antiguos (Eogastropoda y Polyplacophora).
  - Fórmula: 3 + D + 2 + R + 2 + D + 3
  - o: 3 + D + 2 + 0 + 2 + D + 3

- Rádula ripidoglosa: un diente central grande y simétrico, flanqueado de cada lado por varios dientes laterales (normalmente 5) y por una gran cantidad de dientes marginales, algunos en forma de abanico con disposición muy compacta (se puede observar esta rádula en los Vetigastropoda y Neritomorpha). Este modelo radular representa un nivel de complejidad mayor que el presentado por la rádula Docoglosa.
  - Fórmula: ∞ + 5 + R + 5 + ∞
  - En el caso de haber un diente lateral dominante la fórmula se expresa:
  - ∞ + D + 4 + R + 4 + D + ∞

- Rádula histricoglosa: Cada hilera con dientes laterales lamelados. Centenas de dientes laterales uniformes en forma de punta de pelos (Ejemplo típico: Pleurotomariidae).
  - Como ejemplo, la fórmula radular de Pleurotomaria (Entemnotrochus) rumphii.
  - ∞ + 14 + 27 + 1 + 27 + 14 + ∞

- Rádula tenioglosa: Siete dientes en cada hilera, un diente central flanqueado por un diente lateral y 2 marginales (característico de la mayoría de los Caenogastropoda).
  - Fórmula: 2 + 1 + R + 1 + 2

- Rádula ptenoglosa: hileras sin diente central pero con una serie de varios dientes marginales uniformes (ejemplo típico: Epitoniodea).
  - Fórmula: n + 0 + n

- Rádula estenoglosa: cada hilera posee un diente central y un diente lateral de cada lado (o sin diente lateral en la mayoría de los casos) (existente en la mayor parte de los Neogastropoda).
  - Fórmula: 1 + R + 1
  - O: 0 + R + 0

- Rádula toxoglosa: Los dientes centrales son muy pequeños o están ausentes. Cada hilera tiene apenas dos dientes los cuales son apenas utilizados en determinados momentos. Estos son largos y puntiagudos y presentan canales para veneno (neurotoxinas) y no están fijados a la cinta radular. De esta manera los dientes pueden ser transferidos individualmente a en la dirección de la boca o trompa y ser disparados como arpón en dirección a las presas (ejemplo típico: Conoidea).
  - fórmula: 1 + 0 + 1

## Evolución radular
Estos tipos de rádula muestran una evolución de los Gastropoda en los que se aprecia un patrón de alimentación herbívoro como el carnívoro. Para raspar algas de manera favorable son necesarios muchos dientes, de acuerdo con esto los tres primeros tipos de rádulas son los mejor adaptados (docoglosa, ripidoglosa, taenioglosa). El patrón carnívoro necesitan menos dientes en especial los laterales y los marginales se han reducido o desaparecido. La rádula ptenoglosa es un situación o posición intermedia siendo típica de los gasterópodos adaptados a una vida parásita en pólipos.

## Técnica para preparación de rádula para su estudio

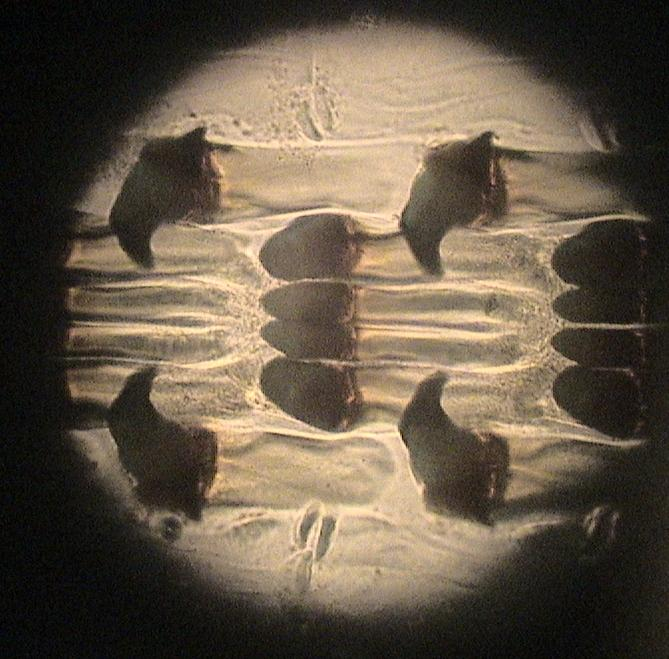
Rádula docoglossa de Patella sp (lapa). Clase: Gasterópoda, Subclase: Prosobranquia, Orden: Arqueogasterópoda.

- De la región de la cabeza extraiga la masa bucal y mandíbulas del caracol que rodean la boca.

- Transfiera a una solución de hidróxido de potasio, requiriéndose por lo menos 1 día para que los tejidos alrededor de la cinta radular sean digeridos. También se pueden obtener resultados satisfactorios sustituyendo el hidróxido de potasio ya sea por el hipoclorito de sodio o cualquier otro blanqueador de ropa.

- Lave la rádula y mandíbulas con agua corriente.

- Tiña durante 1 hora con una solución de Orange G al 0,1 %. También se puede emplear la tinción de hematoxilina.

- Lave con agua y decolorar si es necesario con una solución de ácido clorhídrico al 2 %.

- Transfiera la rádula a un portaobjeto con una gota de glicerina y limpie con un pincel fino de pelo de camello.

- Remueva la glicerina con una solución de alcohol etílico al 95 %.

- Deshidrate con cambios sucesivos de alcohol etílico absoluto (una gota cada vez).

- Claree la cinta radular con una gota de xilol y monte en uno de los siguientes productos: Bálsamo de Canadá, Permount, DPX o cualquier otro medio disponible.